# Философията: кому е нужна
„Философията: кому е нужна“ (на английски: Philosophy: Who Needs It) е посмъртен сборник с есета на Айн Ранд, издаден през 1982 г. Той има за тема философията изобщо. Ранд започва работа по сборника малко преди смъртта си, последната редакция извършва Ленард Пийкоф. По тази причина книгата се счита за нейния последен труд. По-голяма част от есетата излизат първоначално в The Ayn Rand Letter.
Книгата е първи том в колекцията „Библиотеката на Айн Ранд“, под редакцията на Ленард Пийкоф.
В заглавното есе, тя опитва да докаже, че философията играе главна роля във всички човешки дейности; че в основата на всяко действие и всяка мисъл лежат определени предпоставки, които ние трябва да изучим, за да изживеем живота си смислено и пълноценно.
Книгата излиза на българския книжен пазар през 2011 г., публикувана от издателска къща МаК  и издателство Изток-Запад .